# 김현우 (배우)
김현우(1959년 6월 20일 ~ )는 대한민국의 영화 배우이다.

## 생애
1982년 연극배우 첫 데뷔하였다.

## 출연작

### 영화
- 1984년 《나도 몰래 어느새》
- 1986년 《내일은 뭐할거니》... 역무원 1 역
- 1989년 《모래성》
- 1989년 《달아난 말》
- 1990년 《나는 날마다 일어선다》... 병관 역
- 1991년 《누가 용의 발톱을 보았는가》
- 1991년 《열 아홉의 절망 끝에 부르는 하나의 사랑 노래》... 박 선생 역
- 1992년 《스무살까지만 살고싶어요》... 엔지니어 역
- 1992년 《김의 전쟁》... 인질 1 역
- 1992년 《미스터 맘마》... 근배 역
- 1993년 《투캅스》... 동료 형사 역
- 1996년 《투캅스 2》... 김 형사 역
- 1998년 《투캅스 3》... 형사 2 역
- 1998년 《키스할까요?》(특별출연)
- 2000년 《봉자》... 레스토랑 미스김 역
- 2002년 《재밌는 영화》... 김중호 역
- 2003년 《쇼쇼쇼》... 어깨 1 역
- 2003년 《오! 해피데이》... 성우학원장 역
- 2003년 《마법 경찰 갈갈이와 옥동자》... 포졸 1 역
- 2008년 《다찌마와 리 - 악인이여 지옥행 열차를 타라》... 설마 앞 낭인 역
- 2008년 《1724 기방난동사건》... 불가마 역
- 2009년 《전우치》... 천군들 역
- 2010년 《해결사》... 광장앞 경찰들 역
- 2011년 《마이 웨이》... 소련전 향군 역

### 기타 스텝
무술팀
- 2006년 《플라이 대디》
- 2007년 《이장과 군수》
- 2008년 《님은 먼 곳에》
- 2009년 《시크릿》

무술지도
- 2007년 《동갑내기 과외하기 레슨2》
- 2007년 《펀치 레이디》